# Lepidotrigla kishinouyi
Lepidotrigla kishinouyi är en fiskart som beskrevs av Snyder, 1911. Lepidotrigla kishinouyi ingår i släktet Lepidotrigla och familjen knotfiskar. IUCN kategoriserar arten globalt som livskraftig. Inga underarter finns listade i Catalogue of Life.